# Szurpek miseczkowaty
Szurpek miseczkowaty (Orthotrichum cupulatum Hoffm. ex Brid.) – gatunek mchu należący do rzędu szurpkowców.

## Rozmieszczenie geograficzne
Gatunek występuje w Europie i na Kaukazie). Ponadto występuje w Algierii oraz w Ameryce Północnej. W Polsce dość pospolity w całym kraju.

## Morfologia
PokrójMech plagiotropowy o zbitych, czarnozielonych lub brązowawych darniach, tworzących niewielkie poduszki.
Budowa gametofituŁodygi brunatne są dosyć słabo rozgałęzione. U nasady są pokryte brunatnymi, silnie rozgałęzionymi chwytnikami. Liście są lancetowate i zaostrzone na szczycie, choć często są stępione. Brzeg liścia podwinięty (silniej z jednej strony). Komórki blaszki liściowej mają silnie zgrubiałe błony. Żebro o grubości 1/5 nasady liścia kończy się przed szczytem. W przekroju poprzecznym żebro zbudowane z bardzo podobnych komórek, na grzbiecie jest słabo brodawkowate.
Budowa sporofituSeta bardzo krótka (0,5 mm), wskutek czego jajowata puszka ledwo wystaje ponad liście. Perystom jest pojedynczy. Czepek okryty krótkimi włosami.

## Ekologia
Gatunek rośnie na skałach i głazach wapiennych.